# 三好長秀
三好長秀（みよし ながひで）是战国時代（室町时代後期）的武将。細川氏重臣。三好之長嫡男。子元長、康長（一说元長为之長之子，长秀之弟）。三好長慶的祖父。

## 经历
文明11年（1479年），作为細川氏重臣・三好之長之子出生。与父亲同样为智勇兼备的武将，早年侍奉細川政元并得到重用。在主君政元开始修驗道后与父亲和其他家臣共同劝谏。在政元的后继者問題上与父亲共同支持細川澄元，在政元被細川澄之派的家臣暗杀之后（永正錯乱），与父亲共同拥立澄元并讨伐澄之。由于此时父和澄元对立因此剃髪之后，代替父亲成为澄元的執事。
此时，同为政元養子的细川高国联手大内义兴拥立足利義稙而反抗澄元。为此，長秀和父亲一同与高国和義興交战。永正6年（1509年）6月，長秀与父亲为了夺回京都而与高国交战战败（如意嶽之战）后，之長逃往了阿波，而長秀则败走到伊勢山田，但此时却受到与高国有縁戚関係的北畠材親的攻撃，因而与弟弟赖澄一同自杀。享年31岁。

## 相关的项目
- 三好氏